# Ковалівська сільська рада (Хорольський район)
Ковалівська сільська рада — колишній орган місцевого самоврядування у Хорольському районі Полтавської області з центром у c. Ковалі.
Населення — 1291 особа.

## Населені пункти
Сільраді були підпорядковані населені пункти:
- c. Ковалі
- с. Барилове
- с. Мелюшки